# Icius crassipes
Icius crassipes är en spindelart som först beskrevs av Simon 1868.  Icius crassipes ingår i släktet Icius och familjen hoppspindlar. Inga underarter finns listade i Catalogue of Life.